# Куфијано (Равена)
Куфијано је насеље у Италији у округу Равена, региону Емилија-Ромања.
Према процени из 2011. у насељу је живело 165 становника. Насеље се налази на надморској висини од 72 м.